# Eugenia Zamora Chavarría
Eugenia María Zamora Chavarría (Hospital, San José, 25 de mayo de 1957) es una abogada costarricense con más de 40 años de experiencia, profesora universitaria y especialista en derecho electoral, derechos humanos y derechos de las mujeres. Desde diciembre del 2021 ejerce como presidenta del Tribunal Supremo de Elecciones de Costa Rica (TSE), de donde es magistrada propietaria desde el 2005. Previamente ocupó la vicepresidencia de ese tribunal durante 12 años.
Ha codirigido las elecciones generales y municipales de 2006, el referéndum sobre el Tratado de Libre Comercio con los Estados Unidos, Centroamérica, República Dominicana y Panamá de 2007, las elecciones generales y municipales de 2010, las elecciones nacionales de 2014, las elecciones municipales de 2016, las elecciones nacionales de 2018, las elecciones municipales de 2020 y las elecciones nacionales del 2022.
Fue co-redactora del proyecto de ley de creación de la Defensoría de los Habitantes de la República, de la Ley de Igualdad Real de la Mujer, y de la Ley de la Jurisdicción Constitucional, que se emitió para regular el funcionamiento de la Sala Constitucional.

## Biografía
Nació en el distrito metropolitano de Hospital, en el cantón central de San José, el 25 de mayo de 1957, hija del médico psiquiatra Néstor Zamora Quesada y de la primera mujer en ocupar una curul como regidora del Concejo Municipal de Pérez Zeledón, María Chavarría Gellert.
Zamora concluyó sus estudios de primaria en el Colegio Nuestra Señora de La Asunción en San Isidro de El General en 1969 y los estudios secundarios con énfasis en francés y mecanografía en el Colegio de Nuestra Señora de Sion en 1974.
Se licenció con honores en la Facultad de Derecho de la Universidad de Costa Rica en 1982, luego obtuvo la beca Fullbright para estudiar en la Escuela de Leyes de la Universidad de Harvard en 1983, y retornó a la Universidad de Costa Rica para convertirse en notaria pública en 1985.
Zamora habla inglés y tiene conocimientos en francés, portugués, italiano y latín.
Se casó en 1986 con Jorge Quartino Croce, un dirigente tupamaro uruguayo, fundador del Foro de Sao Paulo,y del MPP, electo diputado, y con quien engendró dos hijos, y enviudó en el año 2000.

## Carrera profesional y pública
En la Universidad de Costa Rica fue asistente de docencia e investigación en la Facultad de Derecho en 1981, impartió el curso de Derecho Romano en 1982 y en 1986 impartió los cursos de Derecho Administrativo y Derecho Constitucional.
Entre 1982 y 1983 fue asistente de investigación en el curso de "Derecho, Política y Revolución en América Latina" de la Universidad de Harvard y entre 1985 y 1986 fue docente de la Universidad Autónoma de Centro América (UACA) en el curso de Derecho Constitucional.
Zamora inició su carrera profesional siendo oficinista del Banco de Costa Rica en 1975 y luego asesora del Ministerio de Hacienda en 1980. Después fungió como asistente legal del Bufete Daremblum y Asociados de 1982 a 1983, para después trabajar como encargada asociada de protección del Alto Comisionado de las Naciones Unidas para Refugiados en México de 1983 a 1985.
En el Ministerio de Justicia y Gracia desempeñó los cargos de defensora del usuario del Registro Nacional, y posteriormente el de viceministra de 1986 a 1987, año en el que pasó a ser directora del despacho de la Presidencia de la República hasta 1988, cuando asumió como directora general del Instituto Interamericano del Niño de la Organización de los Estados Americanos en Uruguay, puesto que ocupó hasta el año 1996.
Tras una pausa por la función pública, asumió en febrero de 2003 un puesto de asistente de la Presidencia de la Corte Suprema de Justicia; luego trabajó como consultora para la Fundación Arias para la Paz y el Progreso Humano hasta el 2005; y fue designada miembro de la Junta Directiva del Banco Hipotecario de la Vivienda hasta agosto del 2005.
El 5 de septiembre del 2005 asumió como magistrada propietaria del Tribunal Supremo de Elecciones tras designación de la Corte Suprema de Justicia. El 3 de septiembre del 2009 fue designada vicepresidenta del TSE, siendo reelecta en la vicepresidencia en los años 2012, 2015 y 2018.
Tras la renuncia del magistrado Luis Antonio Sobrado, quien fungía también como presidente del Tribunal, el resto de magistrados la eligió como presidenta el 16 de diciembre del 2021, siendo la primera mujer en ocupar el puesto de la presidencia en los 72 años de historia de la institución.
El 20 de febrero de 2023 la Corte Plena la reeligió por unanimidad para un nuevo periodo de ocho años como magistrada electoral.

## Publicaciones
- Aguilar Olivares, Ileana, ed. (2018). Mujeres y derechos políticos electorales Costa Rica: 1988-2018. Costa Rica: Fundación Konrad Adenauer. ISBN 978-9930-521-26-7. Consultado el 14 de marzo de 2023.
- Acceso de la mujer a la justicia electoral en Costa Rica. Fundación Justicia y Género. 2009. Consultado el 14 de marzo de 2023.
- Comentario a la sentencia 1998-716. 20 años de justicia constitucional 1989-2009. Corte Suprema de Justicia de Costa Rica. Universidad Estatal a Distancia. 2009. Consultado el 14 de marzo de 2023.
- How to be a child and not die in the process en As if Children Matter: perspectives on children, rights and disability. Instituto Roeher. 1994. Consultado el 14 de marzo de 2023.
- La Convención de los Derechos del Niño y la Democracia en América Latina: Desafío y Oportunidad para el Bienestar Infantil. Uruguay: Instituto Interamericano del Niño. 1991. Consultado el 14 de marzo de 2023.
- Niños refugiados 2. Bureau Internacional Católico para la Infancia. 1990. Consultado el 14 de marzo de 2023.

## Reconocimientos y condecoraciones
- Representante de la Facultad de Derecho de la Universidad de Costa Rica ante la Competencia de Derecho Internacional "Philip C. Jessup" (Sociedad Americana de Derecho Internacional) en Washington D. C. , Estados Unidos, 1980.[3]
- Directora general emérita y asesora permanente, conferida por el Instituto Interamericano del Niño, 1995.[3]